# Estação Ferroviária de Maria Teresa
Maria Teresa, antigamente Maria Thereza, é uma interface ferroviária desactivada do Caminho de Ferro de Luanda, em Angola. Servia a localidade do mesmo nome. Foi encerrada devido à alteração do traçado da linha.